# أندي هوي
أندي هوي (بالصينية: 許志安) هو مغني وممثل صيني، ولد في 12 أغسطس 1967 بهونغ كونغ في الصين.

## اعماله

### افلام
- فراشة خطافية الذيل (1996)

## وصلات خارجية
- أندي هوي على موقع IMDb (الإنجليزية)
- أندي هوي على موقع ميوزك برينز (الإنجليزية)
- أندي هوي على موقع أول ميوزيك (الإنجليزية)
- أندي هوي على موقع ديسكوغز (الإنجليزية)
- أندي هوي على موقع قاعدة بيانات الفيلم (الإنجليزية)